# Lambanyi
Lambagnyi est l'une des douze communes constituant la ville de Conakry, capitale de la Guinée.  

## Histoire
Relevant de la commune de Ratoma, Lambagni est érigée en commune en janvier 2024. Le CNT approuve le nombre de commune de Conakry à douze sur proposition du ministère de l'administration du territoire dont Gbessia, Tombolia, Lambanyi, Sonfonia, Kagbelien et Sanoyah.

## Situation géographique
La commune de Lambanyi dont le chef-lieu est Lambanyi, s’étend de la rivière Démoudoula, prolongement sur la route Leprince, de la mosquée Nassouroulaye du côté ouest, à la transversale numéro 5 (T5) vers l’est dans le quartier de Wanindara 1. Elle est limitée au nord par le bord de mer et par la route Leprince au Sud.

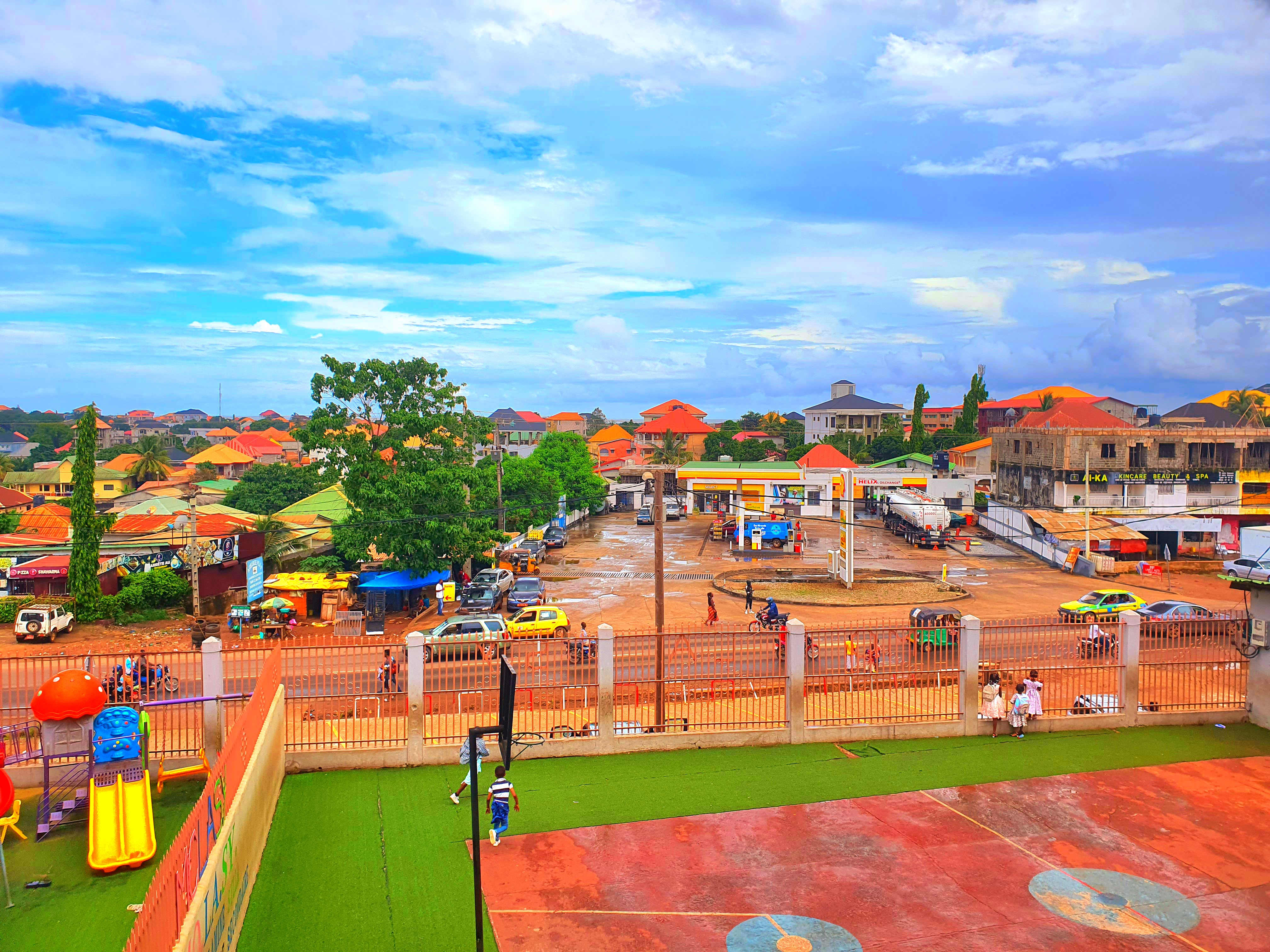

## Quartiers
Lambanyi compte 11 quartiers dont Lambanyi, Wareah, Nongo centre, Nongo Taady, Soumanbossia, Nassroulaye, Wanindara 1, Wanindara 3, Bantounka 1, Bantounka 2 et Ssimbaya gare.

## Administration
En avril 2024, le MATD confie la gestion des nouvelles communes à des délégations spéciales.
| N° | Nom            | intituler | Debut       | fin      | motif |
| -- | -------------- | --------- | ----------- | -------- | ----- |
| 01 | Safa Bira Mané | President | avril 2024, | En cours |       |
|    |                |           |             |          |       |

## Infrastructures
La commune de Lambanyi abrite notamment le stade Général Lansana Conté Nongo, la direction régionale de la santé ville de Conakry et le siège de CIS médias.

## Éducation

### Universités
La commune de Lambanyi est dotée de plusieurs universités et instituts d'enseignement supérieur ː UNIC, l'ISSEG de Lambanyi, l'université Mercure International, l'Université Mahatma Gandhi,.